# Herbert Norkus
Herbert Norkus (26 juillet 1916 — 24 janvier 1932) est un membre des Jeunesses hitlériennes qui a été assassiné par les communistes allemands. Il est devenu un modèle et un martyr pour la jeunesse hitlérienne et a été largement utilisé dans la propagande nazie, surtout comme sujet du roman et du film Le Jeune Hitlérien Quex.

## Biographie
Né dans une famille de la classe ouvrière du quartier Tiergarten de Berlin, Norkus rejoint l'équivalent des scouts marins des jeunesses hitlériennes. Il aurait aimé jouer du piano et dessiner. Son père avait été blessé pendant la Première Guerre mondiale et aurait eu des sympathies communistes. Les biographies nazies officielles de Norkus affirmaient que son père s'était initialement opposé aux activités nazies de son fils mais qu'il a finalement été converti et est également devenu nazi.
Les affrontements entre la jeunesse hitlérienne et le mouvement de jeunesse du Roter Frontkämpferbund communiste (Rote Jungfront) devenaient de plus en plus courants alors que le NSDAP et le Parti communiste allemand luttaient pour le pouvoir durant la période de décroissance de la République de Weimar.
Ses camarades l'ont surnommé « Quex » car « il obéissait aux ordres plus vite que Mercure » (en allemand : Quecksilber).

## Mort
Le 24 janvier 1932, Herbert Norkus, 15 ans, et d'autres membres de la jeunesse hitlérienne distribuaient des tracts annonçant un prochain rassemblement nazi. Le groupe est confronté à des communistes. Norkus les repousse et court vers une maison voisine pour obtenir de l'aide. Un homme lui répond et lui claque la porte au visage. Norkus est ensuite poignardé six fois par les communistes qui le poursuivaient. Il frappe à une autre porte où une femme lui ouvre et tente de l'emmener à l'hôpital mais il était mort à son arrivée.

## Hitlerjunge Quex
L'écrivain Karl Aloys Schenzinger a fait de Norkus un modèle pour la jeunesse hitlérienne avec son roman nazi populaire, Der Hitlerjunge Quex (1932). En 1933, un film en est tiré, réalisé par Hans Steinhoff avec Heinrich George dans un rôle principal en tant que père du garçon. Le roman devait être lu par tous les membres de la jeunesse hitlérienne.

## Honneurs
Passau a nommé une rue Norkus.
Un navire-école de la marine allemande appelé Herbert Norkus a été baptisé en son honneur, mais il n'a jamais été achevé à cause de la guerre. De nombreuses écoles, rues et places portent également son nom pendant la période nazie.